# Garrulax taewanus
El charlatán de Formosa (Garrulax taewanus) es una especie de ave paseriforme de la familia Leiothrichidae endémica de la isla de Taiwán. Anteriormente se consideraba una subespecie del charlatán canoro (Garrulax canorus) pero ahora se consideran especies separadas. Se estima que ambas especies divergieron hace unos 1,5 millones de años.

## Descripción
El charlatán de Formosa mide unos 24 centímetros de largo. Su plumaje es principalmente pardo grisáceo con un denso veteado variable en la cabeza, cuello y pecho, especialmente en el píleo. Carece de las manchas blancas que rodean los ojos del charlatán canoro, que además es de un tono más rojizo y con menos veteado. Su canto es largo, melodioso y variado.

## Distribución y hábitat
Se encuentra en los bosques secundarios de las laderas de los montes y parte baja de las montañas hasta los 1.200 m s. n. m. de la isla de Formosa. Suele alimentarse en solitario, en parejas o pequeños brupos buscando insectos y semillas en el sotobosque.

## Estado de conservación
Tiene una población en declive de hasta 10 000 individuos que se clasifica como especie casi amenazada por BirdLife International. La pérdida de hábitat puede afectar al tamaño de su población, pero su principal amenaza en la hibridación con la población introducida de charlatán canoro.